# Elías Rogent
Elías Rogent y Amat (Barcelona, 6 de julio de 1821-Barcelona, 21 de febrero de 1897) fue un arquitecto español. Estudió en la Escuela de Arquitectura de Madrid y fue director de la Escuela Provincial de Arquitectura de Barcelona desde 1871.

## Biografía

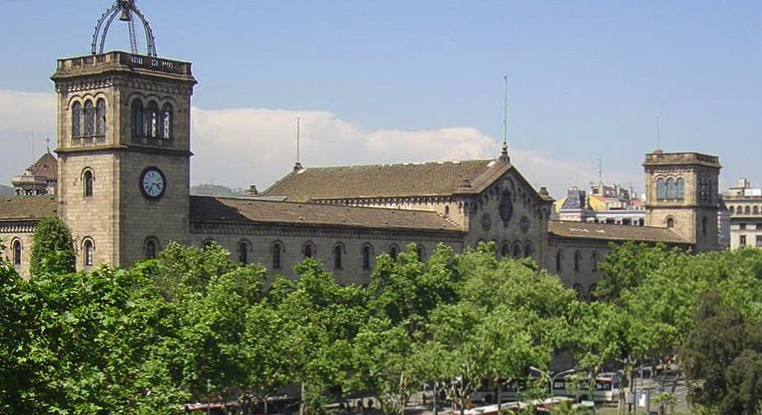
Edificio de la Universidad de Barcelona, obra de Rogent

Nacido en Barcelona en julio de 1821, ingresó en 1840 en la Escuela de la Lonja de Barcelona y se dedicó al estudio de los monumentos medievales catalanes, hasta el año 1845, año en que nació la Escuela Especial de Arquitectura de Madrid, ligada a la Real Academia de Bellas Artes de San Fernando donde fue admitido como alumno de tercer curso. En 1848 aprobó el quinto curso y después de realizar los exámenes de reválida obtuvo el título de arquitecto el 20 de febrero de 1851. Un año más tarde ingresó en el cuerpo de catedráticos al ganar la Cátedra de Topografía y Composición de la Escuela de Maestros de Obras de Barcelona.
Admirador de Eugène Viollet-le-Duc, transmitió su marcada devoción por la arquitectura neomedieval en su actividad docente. Fue profesor de Lluís Domènech i Montaner y compañero de Antoni Gaudí, bajo la tutela de Joan Torras. Participó en la restauración de Santa María de Ripoll y cultivó también la arquitectura funeraria. Fue autor de textos como un estudio del monasterio de San Cugat del Vallés.
En 1887, el alcalde de Barcelona Francisco de Paula Rius y Taulet le encargó la dirección de obras de la Exposición Universal de Barcelona de 1888. Para poder sacar adelante el proyecto, realizó cambios importantes sobre el proyecto original de José Fontseré Mestre y consiguió que el proyecto se realizara en un tiempo récord con la ayuda de su discípulo Domènech i Montaner. Falleció el 21 de febrero de 1897 en Barcelona.
Fue padre del también arquitecto Francisco Rogent.

## Obras

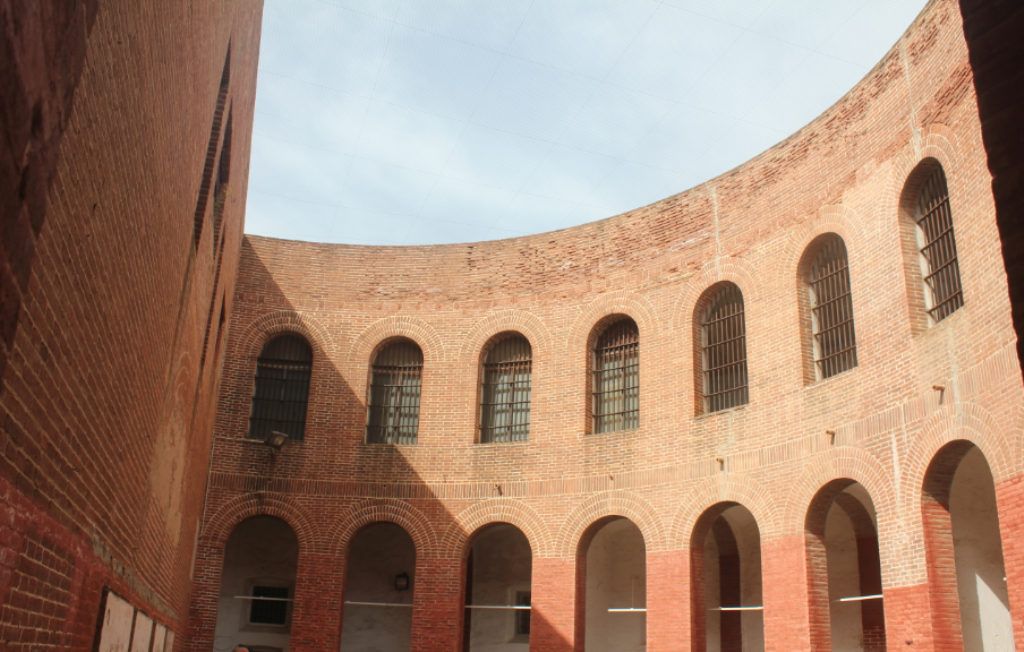
La prisión de Mataró

Entre su principales obras destacan:
- La prisión de Mataró (1863), primer edificio carcelario construido según el concepto panóptico, ideado por el filósofo inglés Jeremy Bentham en el siglo XVIII.
- El pantano de Vallvidrera (1865)
- La Casa Arnús (1868) en el Paseo de Gracia de Barcelona.
- La Casa Almirall, en la calle de Pelayo de Barcelona.
- La Universidad de Barcelona, con clara influencia medieval.
- El Seminario mayor de Barcelona.[10]
- El Museo de Cera de Barcelona.
- Es también autor de la restauración de los claustros de San Cugat del Vallés (1852) y de Montserrat, así como de la reconstrucción del monasterio de Ripoll y su claustro (1886).